# Home Festival

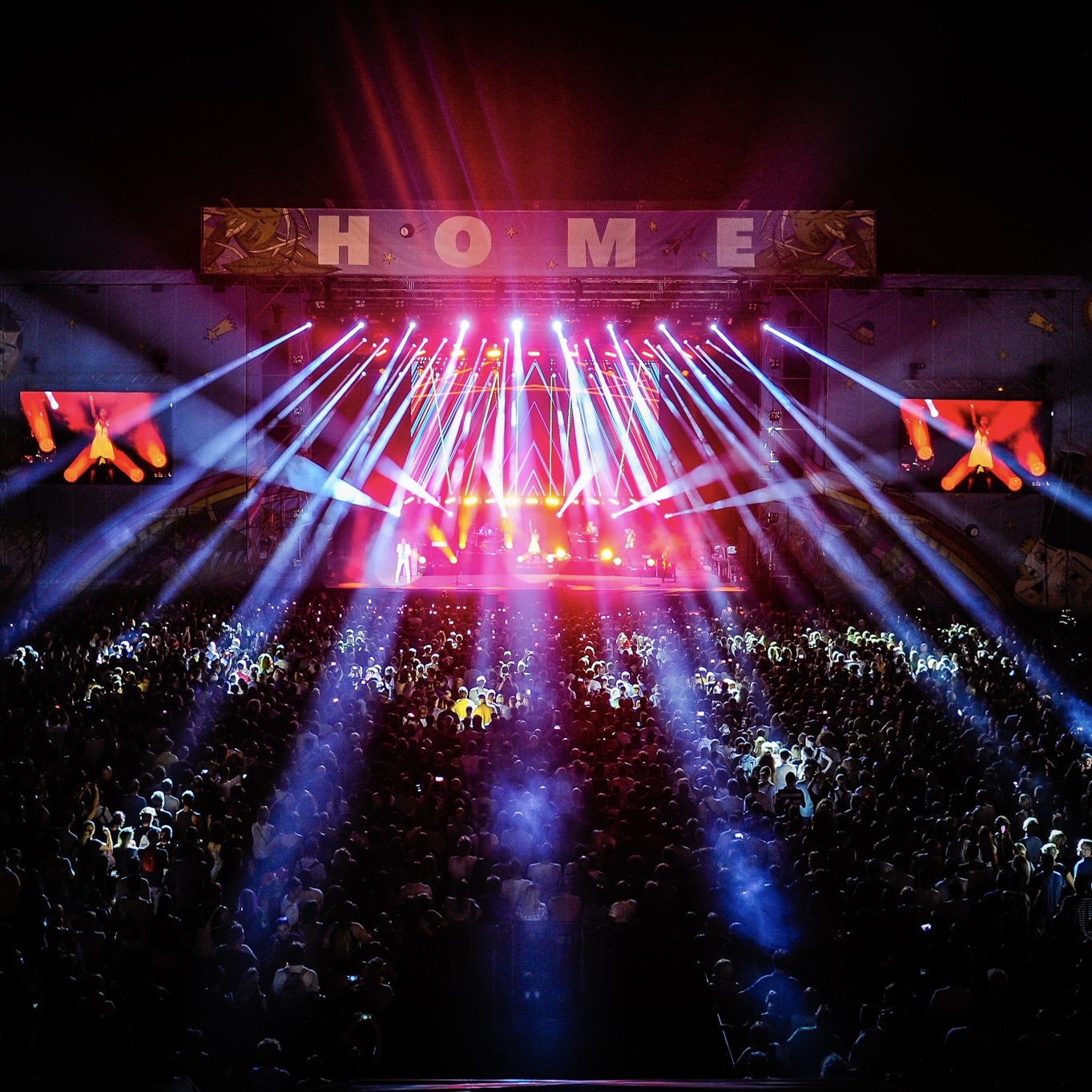
Home Festival

Home Festival è stato un festival musicale e culturale tenutosi a Treviso dal 2010 al 2020. Con decine di migliaia di presenze ad ogni edizione è stato tra i più importanti festival musicali d'Italia in quel periodo. 
Premiato nel 2012, 2016 e 2017 come 'Best Festival' e nel 2014 con il 'Territory Improvement Award'. Dal 2020 il festival è stato sospeso in seguito alla Pandemia di COVID-19, nonostante l'intenzione di spostare la manifestazione da Treviso a Venezia e diventare un city-festival internazionale. 

## Storia
Dal 2010 al 2018 Home Festival si è svolto nella zona Dogana di Treviso, in un’area di centomila metri quadri. Nella stessa area, a giugno 2019, organizza Core Festival, una manifestazione con cast artistico tutto italiano in collaborazione con Aperol Spritz. A luglio si trasferisce a Parco San Giuliano di Venezia, nella nuova location di circa 74 ettari che ospiterà il festival per i prossimi 8 anni. 
L'edizione 2020 era stata inizialmente posticipata al 2021 a causa della pandemia di COVID-19. Anche questa edizione però è stata successivamente annullata.
Oltre alla musica, Home Festival dà spazio da sempre ad arte, letteratura e alle culture giovanili ed è sempre stato caratterizzato dall'attenzione al territorio sia per la valorizzazione di artisti locali che per il coinvolgimento di aziende commerciali e servizi operanti in Veneto. 

Molto attento al tema della sostenibilità, Home Festival è oggi capace di riciclare il 96% dei rifiuti prodotti con stoviglie biodegradabili, attenzione alla raccolta differenziata, isole ecologiche e squadre dedicate che ogni edizione permettono di essere un festival 'green'. 

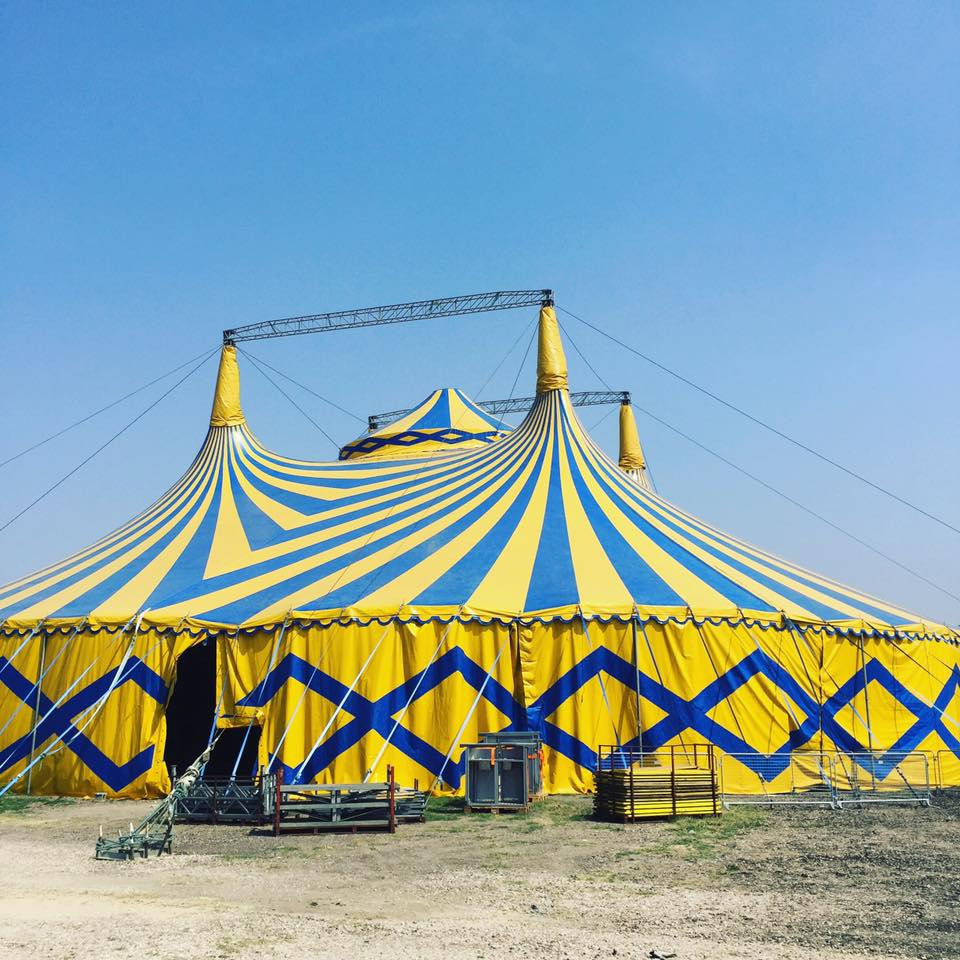
Home Festival Circus Stage

## Premi
- 2017 "Best Festival" ai Coca Cola OnStage Awards
- 2016 "Best Festival" ai Tim Music OnStage Awards 
- 2014 "Territory Improvement Award" ai Festival of Festival 
- 2012 "Miglior Festival musicale d'Italia" ai Festival of Festival 

## Artisti che si sono esibiti a Home Festival
| Anno | Artisti | Spettatori |
| ---- | --- | ---------- |
| 2019 | Per Core Festival: Calcutta, Achille Lauro, Auroro Borealo, J-AX & Articolo 31, Gemitaiz, Ghemon, Maneskin, Jolly Mare, Miss Keta, Bruno Bellissimo, Duo Bucolico, Emis Killa, Fosco17, Lee Odia, Leo Pari, Luce, Nostromo, Salmo, Rumatera, Davide Petrella, La Scimmia, Postino, Funkasin, Bruno Sponchia, Holograph; dj Raphael Delaghetto Per Home Festival: Paul Kalkbrenner, LP, Young Thug, Editors, Rivals Sons, Gazelle, Alborosie, The Vaccines, Noyz Narcos, Franco126, Brina Knauss, Massimo Pericolo, Ensi, Speranza, Cara Calma, Canova, Mellow Mood, Elasi, Furio e gli Ska-J, Anastasio, Elettra Lamborghini, Guè Pequeno, Tedua, Boomdabash, Masamasa, The Lafontaines, Mox, The Ramona Flowers, Machweo, Jack Torsani, Tommy D, Mark Gregor, Marco Lafuente, Pierpaolo from Detroit, Phill Reynolds, Liede, Angelica Bartolini, Sunday Morning, Sick Luke, Spiller, Terso, Side Baby, Acreejuice Rockers, Priestess, Venerus, Mameli, Husky Loops, Megha, Edo Ferragamo, One Two One Two, Legno, Chili Giaguaro, Holograph, Diplomatico e il Collettivo Ninco Nanco, Edwarth, Marco DTR, Mini & Zabe, Omni, Set AP, Gilo, Verano, One Sense, Dj Christian Effe | 60.000     |
| 2018 | The Prodigy, Incubus, Alt-J, Afrojack, Caparezza, Lo Stato Sociale, Ermal Meta, Prozac+, White Lies, The Wombats, Django Django, Floating Points, Frah Quintale, Carl Brave x Franco126, Cosmo, Francesca Michielin, Motta, Dark Polo Gang, Mellow Mood, Roni Size, Ministri, Timo Maas, Rkomi, Nic Cester & The Milano Elettrica, Canova, George Fitzgerald, Jack Jaselli, Coma Cose, Selton, Elettra Lamborghini, M¥SS KETA, Rumatera, La scapigliatura, Joe Victor, Rovere, Twee, Universal Sex Arena, Michael Solomun, Gilo, Pinguini Tattici Nucleari, Detroit Soul, Laesh, Crai, Le Mandorle, Han, Crln, Bruno Bellissimo, Damien McFly, The Andre, Sem&Stènn, Davide Vettori, Her Skin, Elius Inferno & The Magic Octagram, Tropical Pizza, Belize, Paolo Baldini, Dub Files, Mellow Mood, Cacao Mental, Hit Kunkle, Makai, Weird Bloom, La Scimmia, Black Snake Moan, Alcesti, The Yellow Traffic Light, Two Birds One Stoned, Nitro, Quentin40, Cimini, Santii, Go Dugong, Ackeejuice Rockers, Tauro Boys, Tutti fenomeni, Thelonious B, Aine, Terso, Sealow, Bonetti, Andrea Poggio, Dj Ralf, Carola Pisaturo, Angle, Capofortuna, Dj Christian Effe, GionnyScandal, Frenetik & Orang3, Mr Rain, Intergalactic Lovers, Maria Antonietta, Joan Thiele, Eugenio in Via Di Gioia, Generic Animal, Tobjah, Paletti, Manitoba, Davide Petrella, Funkasin, Altre di B (vincitore Contest 2018) | 80.000     |
| 2017 | Duran Duran, The Bloody Betroots, Steve Angello, The Libertines, Max Gazzè, Moderat, J-ax e Fedez, Soulwax, Ofenbach, Levante, Afterhours, London Grammar, The Horrors, Thegiornalisti, Jasmine Thompson, Ghali, Marracash e Guè Pequeno, Rumatera, Liam Gallagher, Justice, Chris Liebing, Frank Carer &The RattleSnakes, The Wailers, Samuel, Planet Funk, Booka Shade, The Charlatans, Mannarino, Boomdabash, Le Luci della Centrale Elettrica, Levante, Omar Pedrini, Eva Pevarello, Digital Monkey Beat, You Me at Six, Angemi, Sfera Ebbasta, Charlie Charles, Ex-Otago, Lele Sacchi, Astroid Boys, Danko, Birthh, Mudimbi, Lowlow, Los Massadores, The Bastard Sons of Dioniso, War Dogs, Craven, The Brokendolls, Kani, Old 7 Years, Tytus, The Horrors, M+a, Clap! Clap!, Godblesscomputers, Pop x, Demonology Hifi, Slydings, Slander, Istituto italiano di Cumbia, Wora Wora Washington, Davide Vettori, I’m not blondie, La Scimmia, Le luci del nord, I Figli di Checco, Andy C, Circa Waves, Victor Quality, Raphael, Universal Sex Arena, Gli Sportivi, David lion aka lion D, Dj Christian Effe, The Quentins, Crista, Hope you are fine blondie, Kungs, Hoodie Allan, Ackeejuice Rockers, Elyne, Christaux, The minis, Tropical Pizza, Wrongyou, One Two One Two, French 79, Txarango, Louders, Andrea Martini, Sunday Morning, I maghi di Ozzy, Funkasin, I'm Not a Blonde       | 60.000     |
| 2016 | Editors, The Prodigy, Max Gazzè, 2Cellos, i Cani, Salmo, Fabri Fibra, Martin Garrix, Vinicio Capossela, Eagles of Death Metal, Pendulum, 2manydjs, Alborosie &The Shengen Clan, Genitaiz, Ghali, Coez, Ilario Alicante, Selton, Ackeejuice Rockers, Il teatro degli orrori, Indian Wells, Modestep, Après La Classe, Be Forest, Benji & Fede, Bruno Bellissimo, Yakamoto Kotzuga, Catarrhal Noise, Damien McFly, Dardust, Derozer, Down To Ground, Dub FX, While She Sleeps, Dubioza Kolektiv, Enter Shikari, Espana Circo Este, Frankie Hi Nrg, Fred De Palma, Funkasin, Furio, I figli di Checco, Inude, Iosonouncane, Jauz, Machweo, Davide Vettori, The Jacques, Go March, Jack Jaselli, Kiol, Vittoria and the Hide Park, Dj Ferro & Mc Def featuring Sismino, Landlord, Christian Effe, I Rio, Izi, John Canoe (vincitore Contest 2016) | 88.000     |
| 2015 | Franz Ferdinand & Sparks, Interpol, Negrita, Simple Plan, J-Ax, Fedez, Modena City Ramblers, Subsonica, Gemitaiz, MadMan, Paul Kalkbrenner, Ghemon, Anthony Laszlo, Dente, Jack Savoretti, Lo Stato Sociale, Donato Deejay, Marka T, Popolus, Groove a Nation, Alpha Blondie, Taiwan Mc, Jungle Connection, B.U.M., Bonmchilom Sound, Le luci del nord, About Wayne, Airway, Poostal, Tommy Trash, Louders, Ackeejuice Rockers, Catch a Fire, Max D.Blas, The Sade, Punkreas, Wardogs, Bim Bum Balaton, The Rodriguez, Vittoria & The Hide Park, Bologna Violenta, Shanti Powa, Anima Caribe, The Charleston, Kenny Ray, Arsenales, Hilimoni, Ibox, Davide Vettori, Aucan, M+A, Godblesscomputers, Flick to Click, Toil, Devotion, Destrage, Rah Goo, Hope you're fine blondie, Nitro, Svertexx, Ruggero dei timidi, Slick Steve & the Gangster, Slim Jim Phantom trio, Marco Di Maggio, Roger Ramone, The Wild Scream, Sweet Jane and Claire, Clepsydra, Gmg and The Beta project, Welcome, Wonderland, Jena, Le Basour, Mad Dogs, Black Soul Golden Reunion, Coconuts Killer Band, Gold.one, John See a day, Cattive Abitudini, Big Kahuna, El Camino Dodicianni, Christian Effe, The Young Three, Peter Punk, Nyu, In depth with Wales, Joe Victor (vincitore Contest 2015) | 80.000     |
| 2014 | Bluvertigo, Afterhours, The Bloody Beetroots, Elio e le Storie Tese, Modena City Ramblers, Marky Ramone, Piero Pelù, Noyz Narcos, The Chainsmokers, Salmo, The Bastard Sons of Dioniso, Emis Killah, Clean Bandit, Jack Jaselli, Selton, Train To Roots, Los Massadores, Rumatera, Fritz da Cat, Maria Antonietta, Redrum, Andead, Ojm, Foxhound, Clementino, Peterpunk, M+A, Sick Tamburo, Nitro, Dope Dod, Destrage, Extrema, Dj Christian Effe, Pink Holy Days, Joe T Vannelli, The Blue Beaters, Talco The Bastard Sons of Dioniso | 70.000     |
| 2013 | Francesco De Gregori, Asian Dub Foundation, Ministri, Linea 77, Motel Connection, Africa Unite, Crookers, Mellow Mood, Casino Royale, Muchachito Bombo Infierno, Statuto, Marta sui Tubi, Persiana Jones, Herman Medrano, Los Massadores, Rumatera, Gottardo Project, i Tirataie, Osteria Popolare Berica, 2 guys in Venice, Gli Sportivi, Bleeding Eyes, Cellulite Star, Asèeratus, Dogs in a Flat, Fo-go, Fgm Folk Band, Peter Punk, Sixtenn Again, Black Beat Movement, Alessandro Novello, John See a day, Berbudas, Humulus, Kani, Airway, The Keppers, The Charlestones, Autumn’s Rain, Bones And Comfort, Brain Wash Machine, Mad Penguins, Last killers, Abusivi, Dj Christian Effe, Sex On the Bitches, Dj B, Dj Cerri, Lo Stato Sociale, L’orso, Catch a Fare, Pray, The Last Fight, El cuento de la chica, Hilimoni, Iboxe, Gottardo Project, Jack la, Motta & Your Bones, The Fast Back, Three Eyes Left, Ciuffis, Ginah, Masca (vincitore Contest 2013) | 70.000*    |
| 2012 | Subsonica, Afterhours, Il Teatro degli Orrori, Africa Unite, Roy Paci & Aretuska, Rezophonic, Anansi, LNRipley, The Bastard Sons of Dioniso, Meganoidi, Eva, Ska-J, Sir Oliver Skardy & Fahrenheit 452, Scotch Ale, Rumatera, Radio Fiera, Chuma Chums, Hard Core Tamburo, Pink Holy Days, Le Furie, Dj Christian Effe, Down To Ground (vincitore Contest 2012) | 85.000*    |
| 2011 | Subsonica, Verdena, Giuliano Palma & the Bluebeaters, Tre Allegri Ragazzi Morti, Ministri, Casino Royale, Bud Spencer Blues Explosion, Rumatera, Heike Has The Giggles, La Fame di Camilla, Phinx, Aucan, Sir Oliver Skardy & Fahrenheit, Il Genio, Califfo Deluxe, Captain Mantell, Dj Christian Effe, Dolce Vitae, Jack La Motta & Your Bones, Hard Core Tamburo, King Size, Leida, Naturalmente, Non Voglio che Clara, Ojm, The Italians, The Panicles, Tuna tones, Xternals, Old 7 years (vincitore Contest 2011) | 55.000*    |
| 2010 | Elio e le Storie Tese, Linea 77, Giuliano Palma & the Bluebeaters, Il Teatro degli Orrori, Airway, L'ego, Met-ic, The Thorny Thourty, Blank Symbol, Freedom Tears, Andrea Bodyntime, Anomic Suicide, Genovese Blues Band (vincitore Contest 2010) | 27.000*    |

Barrato: Artista annunciato ma non presente

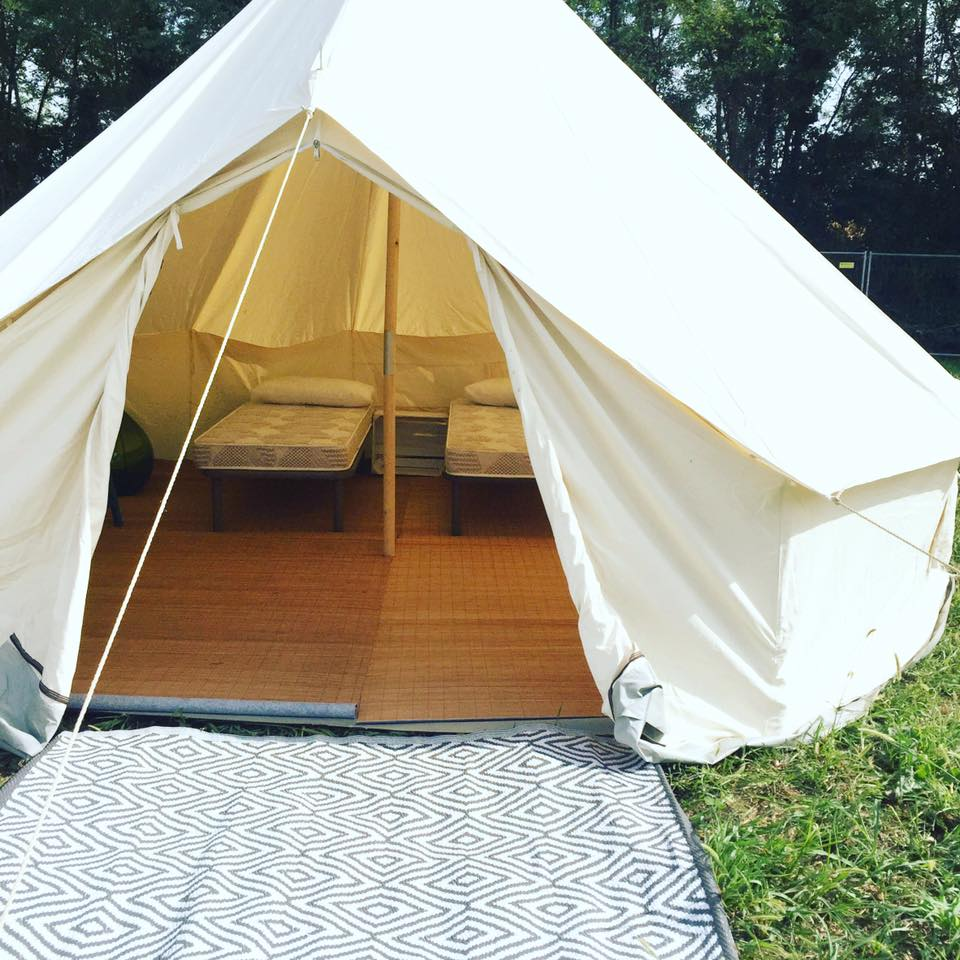
Home Festival pop-up hotel

* Evento gratuito